# Justicia aurea
Justicia aurea es una especie de planta ornamental de forma arbustiva, perteneciente a la familia de las acantáceas. Se encuentra desde México a Panamá. 

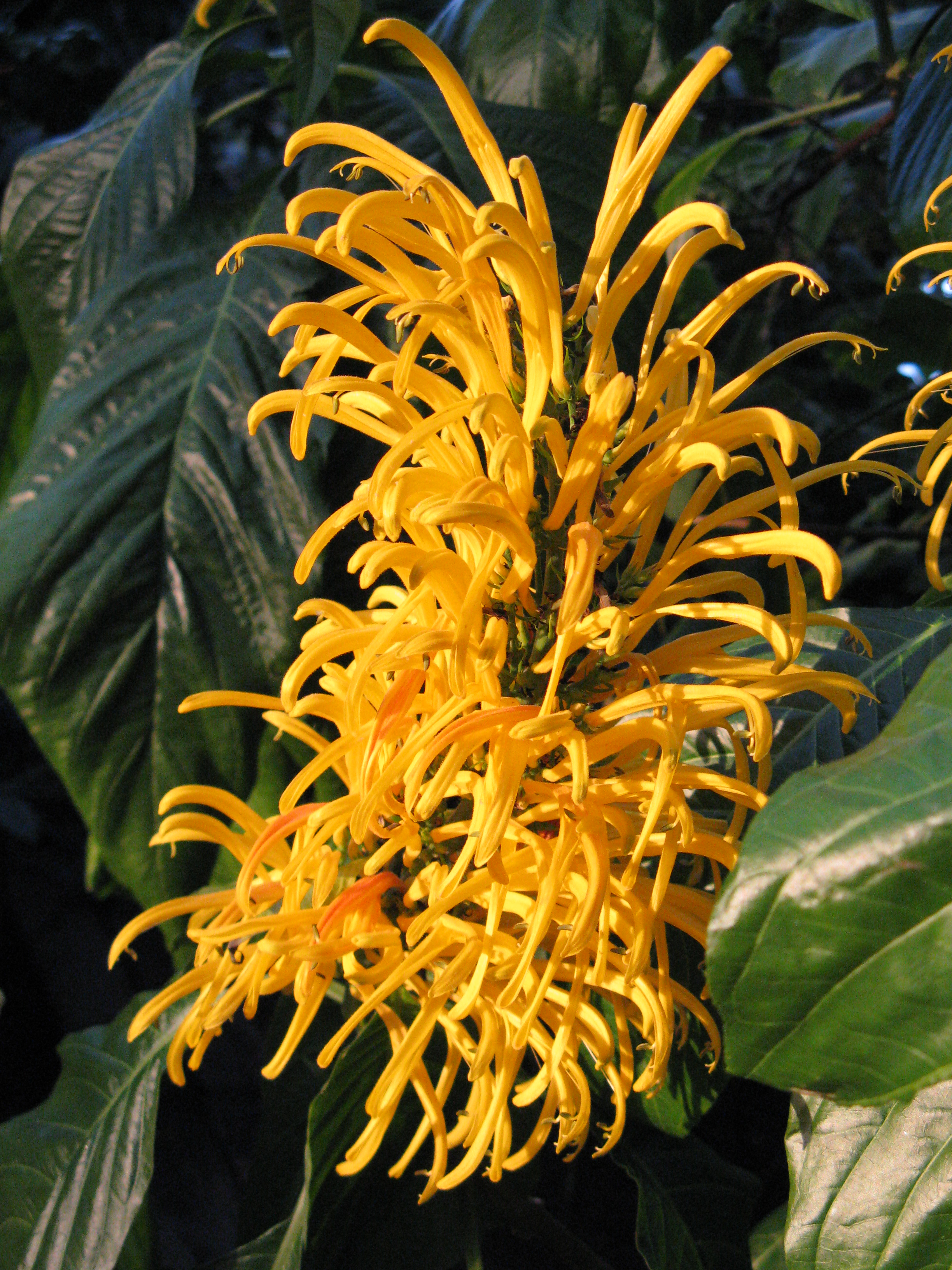
Inflorescencia

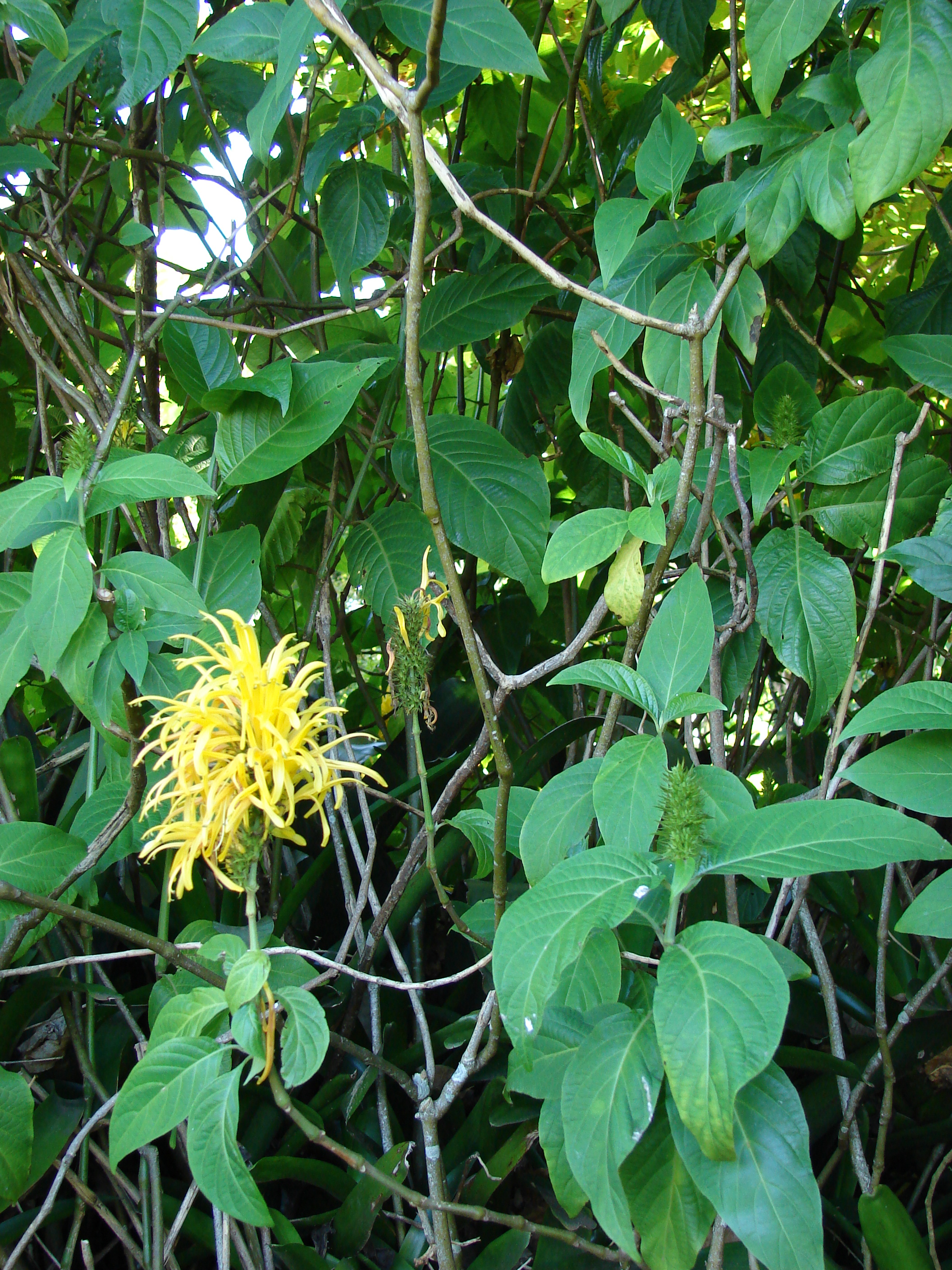
Vista de la planta

## Descripción
Son arbustos, que alcanzan  hasta 6 m de alto; los tallos jóvenes pubérulos a tomentosos. Las hojas son ovadas a ovado-elípticas, de 11.5–30 (–40) cm de largo y 5.5–12 (–17) cm de ancho, el ápice acuminado, base atenuada; con pecíolos de hasta 5.7 cm de largo. Las inflorescencias densamente tirsoides en o cerca de los extremos de las ramas, hasta 18 cm de largo, pedúnculos 1–6 cm de largo, brácteas imbricadas, linear-lanceoladas, 11–14 mm de largo; sépalos 5, lanceolados, 5.5–7 mm de largo, pubérulos; corola  amarilla; estambres con tecas desiguales, basalmente agudas. Frutos de 20–25 mm de largo, pubérulos.

## Distribución y hábitat
Común en bosques húmedos y muy húmedos, frecuentemente cultivada por sus atractivas flores, en las zonas norcentral y atlántica; (70–) 1000–1600 metros, desde México a Panamá.

## Taxonomía
Justicia aurea fue descrita por Diederich Franz Leonhard von Schlechtendal y publicado en Linnaea 7: 393–394. 1832.
Etimología
Justicia: nombre genérico otorgado en honor de James Justice (1730-1763), horticultor escocés.
aurea: epíteto latino que significa "dorado".
Sinonimia
- Cyrtanthera aurea (Schltdl.) Nees
- Cyrtanthera aurea var. glaberrima Nees
- Cyrtanthera catalpifolia Nees
- Cyrtanthera densiflora Oerst.
- Cyrtanthera umbrosa Nees
- Jacobinia aurea (Schltdl.) Hiern
- Jacobinia aurea (Schltdl.) Hemsl.
- Jacobinia catalpaefolia (Nees) M.Gómez
- Jacobinia umbrosa (Benth.) S.F.Blake
- Justicia macdonaldii Regel
- Justicia umbrosa Benth.
- Justicia vellasquezii Bertol.[5]